# Memory COMPO
Memory COMPO（メモリーコンポ）は2007年9月から2015年末までJVCケンウッド（旧・日本ビクター）が展開していたミニコンポ及びポータブルシステムの商品名。全機種本体内部に512MB～8GBのフラッシュメモリーおよびUSBホスト端子を搭載しており、同社が2007年当時展開していたデジタルオーディオプレーヤー「alneo」との連携に重点を置いている。カセットデッキは全機種非搭載、USB端子標準搭載。なお、いずれの機種も対応USB機器はUSBマスストレージクラスに対応し、尚且つWindows Media Playerで楽曲管理が可能なものに限る。
シリーズ展開開始1年前の2006年9月にはコンポタイプのUX-QM7およびラジカセタイプのRD-M2が同一のコンセプトを持って登場した。Memory COMPOのシリーズ名が本格的に使用されたのはUX-GM70、UX-GM50、RD-M1の発売発表時からである。
2013年現在の時点において、JVCケンウッドはiPod shuffleを除くiPodやiPhoneとのダイレクト接続機能を重視した「iPod対応オーディオシステム」（NX-TC40、NX-TC7等）やiPod対応ポータブルシステム（RV-NB70-B等）をラインナップの中心に置いているため、本シリーズは大幅に淘汰された。
また、2010年10月にUX-GM77、RD-M2の生産が終了し、MD搭載機種は全て生産終了となっている。
本項ではiPod対応オーディオシステム、iPod対応ポータブルシステムの一部機種についても解説する。

## ラインアップ
UX-QM7
Memory COMPOシリーズ展開開始1年前の2006年9月発売。RD-M2と同時期に発表された。CD,MD,512MBのフラッシュメモリー,USB端子,FM/AMチューナー,アナログ外部入力端子搭載。この機種のみ発表から生産、販売終了まで「Memory COMPO」ではなく「memory Lip×Lap」として展開されていた（Memory COMPO開始の2007年9月より以前に発売された為）。事実上、Lip×LapシリーズのUX-QX1の上位機種という位置づけである。CDトレイが光る「クリスタルトレイ」採用。2007年7月生産終了。
UX-QM3
2007年秋発売。UX-QM7のリファイン機種であり、機能及びデザインはUX-QM7とほぼ同一。スピーカーのみ2Wayスピーカーに変更。CD,MD,512MBのフラッシュメモリー,USB端子,FM/AMチューナー,アナログ外部入力端子搭載。CDトレイが光る「クリスタルトレイ」採用。またこの機種が最後の「クリスタルトレイ」採用機種であった。2008年6月生産終了。
UX-DM8
2007年発売。初のWMA-DRM再生対応モデルでもあった。CD,1GBのフラッシュメモリー,USB端子,FM/AMチューナー,アナログ外部入力端子搭載。2008年2月生産終了。
UX-GM70
2007年11月中旬発売。同時期に発表されたUX-GM50の上位機種。「Memory COMPO」のシリーズ名が使用された初代モデルである。UX-GM50との違いは色調、MDの有無である。CD,MD,1GBのフラッシュメモリー,USB端子,FM/AMチューナー,外部入力端子、さらに内蔵メモリー拡張用としてSDカードスロットを搭載。業界初の携帯電話によるタイトル取得機能「Magic Sync（マジックシンク）」対応。WMA音楽ファイル対応携帯電話（docomo、SoftBankの一部機種）への音楽転送も可能。2008年6月生産終了。
UX-GM50
2007年9月下旬発売。同時期に発表されたUX-GM70の廉価機種。「Memory COMPO」のシリーズ名が使用された初代モデルである。UX-GM70との違いは色調、MDの有無である。CD,1GBのフラッシュメモリー,USB端子,FM/AMチューナー,アナログ外部入力端子、さらに内蔵メモリー拡張用としてSDカードスロットを搭載。業界初の携帯電話によるタイトル取得機能「Magic Sync（マジックシンク）」対応。WMA音楽ファイル対応携帯電話（docomo、SoftBankの一部機種）への音楽転送も可能。2008年8月生産終了。
UX-GM55
2008年9月上旬発売。UX-GM50の後継機種。UX-GM77の廉価機種であり、MDは搭載されていない。GM50から、デザインはほぼそのままに、「alneoドック」、「2GBメモリー」等を新搭載。UX-GM77との違いは、本体色とMDの有無である。alneo XA-Vシリーズ及びXA-Mシリーズとのダイレクトドッキングが可能となった（こちらはMシリーズとの接続をメインとしている。）。この機能は後継機種（NX-TC5、NX-TC3）にも先代機種（UX-GM70、UX-GM50）にも搭載されず、本機種およびUX-GM77が唯一である。CD,2GBメモリー,USB端子,FM/AMチューナー,アナログ外部入力端子搭載。前機種UX-GM50に搭載されていたSDカードスロット、スナップショット機能、カラーフォルダ機能は削除された（SDカードスロットがあった場所には塞がれた名残がある。）。携帯電話によるタイトル取得機能「Magic Sync（マジックシンク）」対応。WMA音楽ファイル対応携帯電話（docomo、SoftBankの一部機種）への音楽転送も可能。2009年11月生産終了。
RD-M1
2007年9月発売。同社のClaviaシリーズでもある。MDが省略され、CD、1GBのフラッシュメモリー、USB端子,FM/AMチューナー,アナログ外部入力端子搭載。2010年4月生産終了。
UX-GM77
2008年7月2日発売。UX-GM70の後継機種。UX-GM55の上位機種であり、MDが搭載されている。GM70から、デザインはほぼそのままに「alneoドック」、「2GBメモリー」等を新搭載。UX-GM55との違いは、本体色とMDの有無である。alneo XA-Vシリーズ及びXA-Mシリーズとのダイレクトドッキングが可能となった（こちらはVシリーズとの接続をメインとしている。）。この機能は後継機種（NX-TC5、NX-TC3）にも先代機種（UX-GM70、UX-GM50）にも搭載されず、本機種およびUX-GM55が唯一である。CD,MD,2GBメモリー,USB端子,FM/AMチューナー,アナログ外部入力端子搭載。前機種UX-GM70に搭載されていたSDカードスロット、スナップショット機能、カラーフォルダ機能は削除された（SDカードスロットがあった場所には塞がれた名残がある）。またFMの受信周波数が90.00MHzまでに変更されており、ワイドFMは受信不可。携帯電話によるタイトル取得機能「Magic Sync（マジックシンク）」対応。WMA音楽ファイル対応携帯電話（docomo、SoftBankの一部機種）への音楽転送も可能。
2010年10月生産終了。
RD-M4-VD
2011年3月発売。前述のRD-M8-VDと同様に「ビクターダイレクト」限定商品であり、数量限定品。RD-M8-VDの8GBメモリーが4GBに減少。その他はRD-M8-VDとの相違点はない。2013年4月に在庫限りでの販売に切り替わり、後に販売終了となった。
RD-M8
2010年6月中旬発売。RD-M1の後継機種であり、メモリー容量以外はRD-M1とほぼ同等。フラッシュメモリーが1GBから8GBに増量。RD-M1と同様にMDが省略されている。MP3、WMA、WAVの再生に対応し、メモリー、USB機器へのMP3、WMA形式での録音にも対応している。CD、8GBのフラッシュメモリー、USB端子,FM/AMチューナー,アナログ外部入力端子搭載。2015年2月までに生産終了となった。
RD-M8-VD
2010年6月下旬発売。JVCケンウッドの公式通販サイトである「ビクターダイレクト」限定商品であり、数量限定品。RD-M8をベースに、スピードコントロール機能、マイク端子、マイクミキシング機能が追加された。その他の機能はRD-M8との相違点はない。CD、8GBのフラッシュメモリー、USB端子,FM/AMチューナー,アナログ外部入力端子搭載。2015年2月までに販売終了となった（元々数量限定商品の為、生産自体はそれ以前に終了していたと思われる。）。

## iPod対応オーディオシステム/iPod対応ポータブルシステム
同じくJVCケンウッドが展開していたミニコンポおよびポータブルシステムであり、上述のMemory COMPOの派生シリーズである。iPodやiPhone（一部機種はiPad対応）などをダイレクト接続可能。本項では一部機種を掲載する。UX-VJ3を除き、基本的にCD、USB端子、iPod（一部機種はiPhone、iPad対応）ドック標準搭載。MD、カセットは全機種非搭載（NX-TC5のみMD搭載。JVCがMD機構部品の調達が困難という理由でMD搭載機種を全て生産終了した為、今後MD搭載機種の発売予定はない。）。

### 生産終了モデル
NX-TC5（ワンセグ対応デジタルメディアシステム）
2009年8月下旬発売。カラーバリエーションはブラック、ホワイト。Memory COMPOシリーズのUX-GM77の事実上の後継機種。iPodとの接続機能を全面的に押し出している。4.3インチ液晶を搭載。UX-GM77（UX-GM55）に搭載されていた「2GBメモリー」「alneoドック」を廃止し、512MBフォトファイル専用メモリー、iPodダイレクトドックに置き換えられた。スピーカー出力は15w+15w。JVC製オーディオ機器としては初めてワンセグ放送に対応した。CD、MD、USB端子、iPodドック、512MBフォトファイル専用メモリー、ワンセグチューナー、FM/AMチューナー、アナログ外部入力端子搭載。iPod対応オーディオシステムとしては唯一のMD搭載機種。またJVC製としては最後に発売されたMD搭載機種でもある（MD機構部品の調達が困難という理由で、2011年6月をもってJVCがMD搭載機種の生産をすべて終了したため。）ため、同時発売のNX-TC3に比べ、人気が高い機種でもあった。後述のNX-TC3との相違点は、MDの有無、色調の違いのみである。こちらはブラック、ホワイト共に本体にシルバーが混じったツートンカラーとなっている。2010年8月生産終了。
NX-TC3（ワンセグ対応デジタルメディアシステム）
2009年8月下旬発売。カラーバリエーションはブラック、ホワイト。Memory COMPOシリーズのUX-GM55の事実上の後継機種。iPodとの接続機能を全面的に押し出している。4.3インチ液晶を搭載。UX-GM55（UX-GM77）に搭載されていた「2GBメモリー」「alneoドック」を廃止し、512MBフォトファイル専用メモリー、iPodダイレクトドックに置き換えられた。スピーカー出力は15w+15w。JVC製オーディオ機器としては初めてワンセグ放送に対応した。CD、USB端子、iPodドック、512MBフォトファイル専用メモリー、ワンセグチューナー、FM/AMチューナー、アナログ外部入力端子搭載。後継機種のNX-TC7発売後もしばらくの間併売されていた（その代わりか、本製品の上位機種であり、MD搭載機種であるNX-TC5が生産終了となった。）。2011年9月生産終了。前述のNX-TC5との相違点は、MDの有無、色調の違いのみである。こちらはブラックは黒一色、ホワイトは白一色のモノトーンカラーとなっている。
余談だが、当機種はMD非搭載の為、TC5のMD挿入口にあたる部分はプラスチックのカバーで塞がれている（TC5と筐体の外観はほぼ同一。）。このカバーを軽く押すと多少凹む為（指を離すと元に戻る）、内部が空洞であることがわかる。
後発機種のTC7、TC40もMD非搭載の為、該当部分は同一の状態となっている（NX-TCシリーズのMD非搭載機種共通の特徴）。2012年1月生産終了。
NX-TC7（ワンセグ対応デジタルメディアシステム）
2010年11月上旬発売。カラーバリエーションはブラック、ホワイト。NX-TC5の後継機種とされているが、NX-TC5に搭載されていたMDが搭載されていないため、NX-TC3の事実上の後継機種。従来機種に搭載された4.3インチ液晶を拡大し、7インチとなった。スピーカー出力は15w+15w。CD、USB端子、iPod/iPhoneドック、512MBフォトファイル専用メモリー、ワンセグチューナー、FM/AMチューナー、アナログ外部入力端子搭載。NX-TC5、TC3に搭載されたタッチセンサー、モーションセンサー機能は非搭載。2013年7月生産終了。
UX-FH7（iPod/iPhone対応マイクロコンポーネントシステム）
2010年8月上旬発売。カラーバリエーションはブラック、ホワイト。iPodおよびiPhoneを2台接続できるツインドックを搭載。スピーカー出力は30w+30w（2ウェイバスレフ式）。CDからUSB機器へのMP3録音（128kbpsのみ）に対応。CD、USB端子、iPod/iPhoneツインドック、FMチューナー、アナログ外部入力端子、iPod/iPhone内のビデオコンテンツを出力可能なVIDEO OUT端子搭載。なお、AMチューナーは非搭載。2011年7月生産終了。
UX-SH5（iPod/iPhone対応マイクロコンポーネントシステム）
2010年8月上旬発売。カラーバリエーションはブラック、ピンク、シルバー、ホワイト。iPodおよびiPhoneを接続できるダイレクトドックを搭載。前述のUX-FH7と異なり、専用ドックは1系統のみ。スピーカー出力は20w+20w（1ウェイバスレフ式）。CDからUSB機器へのMP3録音（128kbpsのみ）に対応。CD、USB端子、iPod/iPhoneドック、FMチューナー、アナログ外部入力端子、iPod/iPhone内のビデオコンテンツを出力可能なVIDEO OUT端子搭載。なお、AMチューナーは非搭載。2011年10月生産終了。
UX-VJ3（iPad/iPod/iPhone対応マイクロコンポーネントシステム）
2011年8月上旬発売。前述のUX-VJ5の廉価機種。カラーバリエーションはホワイトのみ。業界初のiPadとiPhone/iPodのダブルドックを搭載している。iPad 2にも対応。スピーカー出力は15w+15w。上位機種のVJ5とは異なり、CDおよびUSB端子は非搭載。iPadドック、iPod/iPhoneドック、FM/AMチューナー、アナログ外部入力端子、iPad/iPod/iPhone内のビデオコンテンツを出力可能なVIDEO OUT端子搭載。2012年6月生産終了。
NX-TC40（ワンセグ対応デジタルメディアシステム）
2011年9月上旬発売。カラーバリエーションはブラック、ホワイト。NX-TC7、NX-TC3の派生機種。NX-TC7の7インチ液晶から、NX-TC5、TC3に搭載されていた4.3インチに戻ったものの、新たにBluetooth機能が追加された（本体画面には「BLUETOOTH」と大文字で表示される。）。スピーカー出力は15w+15w。CD、USB端子、iPod/iPhoneドック、ワンセグチューナー、FM/AMチューナー、アナログ外部入力端子搭載。NX-TC7に引き続き、タッチセンサー、モーションセンサー機能は非搭載。
なお、本機種に搭載されているフォトファイル専用メモリーは、従来機種であるNX-TC5、TC3、TC7の512MBから128MBに減少するなど一部で退化した点が存在する。
UX-VJ5（iPad/iPod/iPhone対応マイクロコンポーネントシステム）
2011年7月中旬発売。後述のUX-VJ3の上位機種。カラーバリエーションはブラック、ホワイト、ピンク、グリーン、バイオレット、ブラウン。業界初のiPadとiPhone/iPodのダブルドックを搭載している。iPad 2にも対応。スピーカー出力は15w+15w。CDからUSB機器へのMP3録音（128kbpsのみ）に対応。CD、USB端子、iPadドック、iPod/iPhoneドック、FM/AMチューナー、アナログ外部入力端子、iPad/iPod/iPhone内のビデオコンテンツを出力可能なVIDEO OUT端子搭載。本体カラー「バイオレット」のみ2012年5月に生産終了。それ以外のカラーは2015年2月までに生産終了となった。
EX-S1（iPod/iPhone対応コンパクトコンポーネントシステム）
2010年10月上旬発売。カラーバリエーションはブラック、ナチュラルウッド、ピンク、ホワイト。同社初のウッドコーンスピーカー搭載iPodオーディオシステム。スピーカーは8.5cmフルレンジタイプを採用。CD、USB端子、iPodドック、FM/AMチューナー、アナログ外部入力端子搭載。2015年2月までに生産終了となった。
UX-LP55（iPod/iPhone対応マイクロコンポーネントシステム）
2011年9月上旬発売。カラーバリエーションはブラック、ホワイト、ピンク。iPodおよびiPhoneを接続できるダイレクトドックを搭載（ワンプッシュオープン方式）。UX-LP5、LP6、LP7の後継機種。先代機種ではLP5がブラック、LP6がホワイト、LP7がピンクと、カラーごとに型番が異なっていたが（機能に相違はない）、本機種では型番が統一された（先代の場合は、初期はブラックのみで、後にホワイト、ピンクが追加されたため。）。CD、USB端子、iPod/iPhoneドック、FM/AMチューナー、アナログ外部入力端子、iPod/iPhone内のビデオコンテンツを出力可能なVIDEO OUT端子搭載。2015年2月までに生産終了となった。
RD-N1（iPod対応CDポータブルオーディオシステム）
2010年6月中旬発売。カラーバリエーションはブラック、ホワイト。iPod用ダイレクトドックを搭載したポータブルオーディオシステム（ラジカセタイプ）である。USB機器のMP3、WMAファイルの再生が可能。CDからUSB機器へのMP3形式での録音も可能（128kbpsのみ）。スピーカー出力は3w+3w（1ウェイバスレフ式）。CD、USB端子、iPod用ドック、FMチューナー、アナログ外部入力端子搭載。なお、AMチューナーは非搭載。2015年2月までに生産終了となった。
RV-NB50-W（パワードウーハーCDシステム）
2009年12月下旬発売。カラーバリエーションはホワイト。ビルトイン構造のiPodダイレクトドックを搭載。かつて同社から発売されていたドラム缶形状のオーディオである。フルレンジ5W+5W、ウーハー15W+15W。またMP3、WMAファイルが再生可能なUSB端子を搭載。CD、USB端子（再生専用）、iPod用ドック、FMチューナー搭載。なお、AMチューナーは非搭載。2015年2月までに生産終了となった。
RV-NB70-B（パワードウーハーCDシステム）
2011年4月下旬発売。カラーバリエーションはブラック。上記のRV-NB50の派生機種で、iPhoneにも対応した。ビルトイン構造のiPod/iPhoneダイレクトドックを搭載。エレキギター等をつないで演奏することが可能。フルレンジ5W＋5W、ウーハー15W+15W。またMP3、WMAファイルが再生可能なUSB端子を搭載。CD、USB端子（再生専用）、iPod/iPhone用ドック、FMチューナー搭載。なお、AMチューナーは非搭載。2015年2月までに生産終了となった。